# Rythme biologique des fourmis
 (décembre 2018).
Les fourmis (Hymenoptera ; Formicidae) ont développé l’eusocialité, le stade le plus avancé de la socialité. Les individus, qui forment une colonie, vivent dans un groupe intergénérationnel où les progénitures sont soignées par les membres. Des castes, distinguant le rôle des individus, sont mises en place. L’eusocialité requiert une coordination et une synchronie entre les divers membres de la colonie, qui ont tous un rôle spécifique à jouer .En l’absence de ces deux éléments, la colonie ne peut conserver sa cohésion. La capacité des individus à gérer le temps est reliée aux rythmes biologiques endogènes et est régulée par une horloge moléculaire. Les signaux externes de l’environnement permettent une synchronisation de l’organisme par l’entraînement de l’horloge interne et induit le calcul de l’écoulement du temps .

## Origine
La première horloge circadienne à avoir été séquencée chez les fourmis est celle de Solenopsis invicta. Les résultats indiquent que les fourmis et les abeilles partagent une forte similarité au niveau de l’horloge, bien que les deux insectes aient évolué séparément. Par ailleurs, les mécanismes de l’horloge de ces dernières ressemblent davantage au modèle mammalien, certains composants clés qui caractérisent les horloges analogues à celles de Drosophila étant absents. L’horloge moléculaire de la fourmi contient huit gènes de l’horloge de base, soit : period, cycle, timeout, clock, vrille, cytochrome-m, par domain protein 1 ainsi que clockwork orange. En conditions LD, les niveaux d’ARN messagers de period et cry-m augmentent au cours de la nuit, tandis que les ARNm de clockwork orange et cycle varient de façon antiphase à ceux de period .

## Facteurs influençant le rythme circadien

### Facteurs abiotiques: température et chaleur
L’expression d’une activité temporelle est souvent le résultat d’activités rythmiques endogènes. Bien que ces rythmes biologiques résultent de l’expression de mécanismes moléculaires codés par le génome, ces derniers sont modulés par des signaux biotiques et abiotiques, lesquels agissent comme des indicateurs de l’écoulement du temps et permettent aux organismes de s’adapter à leur environnement puis d’y répondre de manière adéquate. Très souvent, ces signaux sont abiotiques. Parmi eux se trouvent les effets de la lumière et ceux de la température qui agissent en tant que facteurs d’entraînement des rythmes biologiques . 
D’une part, les rythmes de la physiologie et du comportement sont modulés par l’alternance de la lumière et d’obscurité et l’environnement, laquelle entraîne ces rythmes sur le cycle naturel jour-nuit . McCluskey (1963, 1965) rapporte que l’activité des sexués est synchronisée par la lumière, laquelle module les heures de sorties des ailés en vue d’optimiser la rencontre de deux individus reproducteurs. Cette dernière suit un rythme régulier, suggérant qu’elle est sous l’influence de mécanismes endogènes ,
D’autre part, la température et, plus particulièrement la chaleur, est un stimulus étroitement lié au moment des activités quotidiennes chez les individus de la colonie. Par exemple, chez les Cataglyphis, le pic d’activité journalier se situe lorsque les températures sont à leur point le plus haut. Chez d’autres espèces, le pic d’activité varie en fonction du mois. Chez certaines moissonneuses, deux pics d’activités sont observés au cours de la journée, soit avant et après la période la plus chaude. Ce comportement est seulement observé en été . De même, les interactions mutualistes bénéfiques des fourmis avec d’autres espèces, telle la collecte de miellat de pucerons, peut s’interrompe lorsque la température devient trop élevée . Il est à noter que les changements climatiques pourraient possiblement masquer la présence de cycle endogène. Par exemple, il a été démontré expérimentalement que certaines fourmis ont la capacité d’anticiper l’arrivée de la période diurne avec une photopériode de 12h .

### Facteurs biotiques: ressources alimentaires et structure sociale
La présence ou l’absence des ressources alimentaires peut aussi jouer un rôle dans l’établissement des rythmes circadiens. Certaines fourmis spécialisées peuvent par exemple attendre à la tombée du jour pour sortir et aller récolter du nectar. En effet, certaines fleurs comme les orchidées sécrètent du nectar en grande quantité lorsque la fin de la journée approche. Les individus, qui s’adaptent de manière à optimiser l’exploitation des ressources de leur environnement, démontrent ainsi une plasticité au niveau chronobiologique . 
Ces résultats sont d’autant plus appuyés par une étude menée par Harrison et Breed (1987), qui démontre la présence d’un apprentissage spatio-temporel chez Paraponera clavata, laquelle peut retenir l’heure et la localisation d’une source alimentaire. Même après l’arrêt de l’approvisionnement en gâteries sucrées, les fourmis se présentent le lendemain 45 minutes avant et 45 minutes après l’heure exacte de l’approvisionnement habituel . Par ailleurs, des apprentissages par conditionnement ont d’autant plus été observés en laboratoire . Il est donc possible de générer un rythme chez les fourmis grâce à un apprentissage par conditionnement, cela démontrant la présence de rythmes endogènes liés à l’aspect spatio-temporel. 
D’autre part, de récentes études affirment que le contexte de l'environnement social joue un rôle majeur dans la rythmicité circadienne chez les insectes sociaux ,,.Par conséquent, la vie coopérative des organismes sociaux génère différents rythmes circadiens endogènes selon les castes, soit selon la nature des tâches effectuées par ces dernières au sein de la colonie ,. Fujoika (2017) démontre que les soins maternels apportés par les ouvrières possèdent un impact important sur l’activité circadienne de ces dernières. En effet, ces derniers peuvent être modifiés en fonction de la différence des exigences en matière de soins selon les différents types de couvains (œuf, larve, nymphe). Par conséquent, les interactions sociales avec les immatures influencent les rythmes circadiens des ouvrières, hautement spécifiques au type de couvée, et mettent en évidence l’expression plastique des rythmes circadiens chez les fourmis . L’étude menée par Sharma (2004), qui observe une arythmicité des rythmes circadiens lors de la période de ponte des reines chez l’espèce Camponotus compressus, soutient aussi l’existence de la plasticité des rythmes en fonction du rôle et de la physiologie de l’individu .  Par ailleurs, Roces (1995) a démontré que la sensibilité thermique endogène des ouvrières déclenche un comportement de transport du couvain à des moments spécifiques de la journée, montrant que la manipulation de celui-ci obéit à un rythme circadien. 
Plusieurs autres études ont aussi observé qu’en présence d’un mode de vie eusocial, les ouvrières à l’intérieur du nid, qui s’occupent de la couvée, présentent des activités rythmiques de jour et de nuit en raison de soins exigeants que requiert les immatures. À l’inverse, les ouvrières exposées à l’extérieur, notamment lors de la recherche de nourriture, possèdent des rythmes circadiens plus marqués ,,,. Ces résultats témoignent de la plasticité des rythmes circadiens, dont les différences intrinsèques découlent des rôles qu’occupent les individus dans une colonie . Ingram (2009) et Sharma (2009) soutiennent la même théorie selon laquelle le développement des rythmes circadiens est intimement lié au polyéthisme, soit au développement comportemental des fourmis en fonction du rôle qu’elles occupent  ,. 

## Cycles saisonniers
Comme tous organismes, les fourmis sont confrontées aux changements saisonniers. Les espèces tropicales, où aucun arrête du développement de la couvée n’est observée durant l’année, sont dites homodynamiques. Par conséquent, tous les stades ontogénétiques sont observés  au cours de l’année. À l’inverse, les espèces hétérodynamiques, plutôt situées dans les régions tempérées, subissent une diapause hivernale . Cette dernière se manifeste par la suppression du développement et de la reproduction des individus . La diapause peut être provoquée à la fois par des facteurs exogènes, en réponse directe aux changements de températures, ou endogènes, résultant de rythmes biologiques intrinsèques. Lorsque la diapause  résulte de mécanismes endogènes, cette dernière est obligatoire  au sein d’une colonie et se trouve sous l’influence de stimuli environnementaux abiotiques, lesquels peuvent avancer ou retarder la mise en place la diapause . Par conséquent, le cycle de couvée est modulé par une horloge interne, laquelle influence les types de développement saisonnier des fourmis ainsi que les formes de dormances observées chez ces dernières. Kipyatov (1993, 1995) montre qu’en absence de synchroniseurs externes, aucune coordination avec le changement normal des saisons n’est observée, suggérant ainsi la nature endogène des rythmes biologiques ,.    